# Mendelssohn-Bartholdy-Park (metrostation)
Mendelssohn-Bartholdy-Park is een station van de metro van Berlijn, gelegen naast het gelijknamige park op de grens van de Berlijnse wijken Kreuzberg en Tiergarten, aan de oever van het Landwehrkanaal en iets ten zuiden van de Potsdamer Platz. Het bovengrondse station werd op 2 oktober 1998 toegevoegd aan de reeds bestaande metrolijn U2.
Het station werd gebouwd om het sterk in ontwikkeling zijnde gebied rond de Potsdamer Platz beter te ontsluiten. Gedurende de bouwwerkzaamheden bleef het metroverkeer over de U2 gehandhaafd. Oorspronkelijk zou DaimlerChrysler, dat nabij het station een kantoren- en winkelcomplex bezit, delen in de kosten van de bouw, maar uiteindelijk moest het stadsvervoerbedrijf BVG het station volledig zelf financieren. Station Mendelssohn-Bartholdy-Park telt twee zijperrons en wordt overspannen door een constructie van glas en staal. De toegangshal bevindt zich aan de zuidzijde van het metrostation.
Tussen 1984 en 1991 bevond zich op de locatie van station Mendelssohn-Bartholdy-Park het M-Bahnstation Bernburger Straße.